# Adam Sørensen
Adam Sørensen, né le 11 novembre 2000 à Herlev au Danemark, est un footballeur danois qui évolue au poste d'arrière gauche au FK Bodø/Glimt.

## Biographie

### En club
Né à Herlev au Danemark, Adam Sørensen commence le football avec le club de sa ville natale, le Herlev IF (en) avant d'être formé par le Lyngby BK, où il fait toutes ses classes depuis la catégorie des moins de 12 ans. 
Il joue son premier match en professionnel avec ce club le 3 mars 2018, à 17 ans, à l'occasion d'une rencontre de Superligaen, contre le Hobro IK. Il entre en jeu à la place d'Herolind Shala et son équipe s'incline par trois buts à zéro. Il inscrit son premier but en professionnel lors d'une rencontre de championnat face au Silkeborg IF, le 13 mai 2018. Il est titularisé et les deux équipes se neutralisent (2-2 score final). Avec cette apparition il devient à 17 ans et 112 jours le plus jeune joueur à disputer un match de première division danoise pour le Lyngby BK.
Sørensen joue pendant quatre ans et demi avec son club formateur, s'imposant comme un joueur incontournable au poste d'arrière gauche, totalisant 82 matchs pour trois buts toutes compétitions confondues.
Le 12 janvier 2023, Adam Sørensen rejoint la Norvège pour s'engager en faveur du FK Bodø/Glimt. Il signe un contrat de cinq ans, soit jusqu'en décembre 2027,.

### En sélection
Adam Sørensen représente l'équipe du Danemark des moins de 19 ans pour un total de sept matchs joués, entre 2018 et 2019.

## Palmarès
FK Bodø/Glimt
- Championnat de Norvège (1) :
  - Champion : 2023.